# Donald L. Jackson

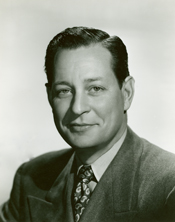
Donald L. Jackson

Donald Lester Jackson (* 23. Januar 1910 in Ipswich, Edmunds County, South Dakota; † 27. Mai 1981 in Bethesda, Maryland) war ein US-amerikanischer Politiker. Zwischen 1947 und 1961 vertrat er den Bundesstaat Kalifornien im US-Repräsentantenhaus.

## Werdegang
Donald L. Jackson wurde als Sohn von Cyrus L. Jackson und Betina Ames geboren. 1923 zog die Familie nach Kalifornien. Donald Jackson besuchte die öffentlichen Schulen  in South Dakota und in Kalifornien. Vom April 1927 bis zum April 1932 diente er im Marine Corps und wurde als Corporal entlassen.
Anschließend arbeitete er als LKW-Fahrer, einfacher Arbeiter sowie als Zeitungsreporter. 1940 begann er eine Tätigkeit in der Öffentlichkeitsarbeit der Stadtverwaltung von Santa Monica. Ab 1941 verantwortete er den Bereich. Nach dem Angriff auf Pearl Harbor wurde er wieder zum Dienst einberufen und diente bis 1944 beim Marine-Korps im Pazifik. Zuletzt besaß er den Rang eines Colonel.
Bei den Kongresswahlen des Jahres 1946 wurde Jackson als Republikaner im 16. Wahlbezirk von Kalifornien in das US-Repräsentantenhaus in Washington, D.C. gewählt, wo er am 3. Januar 1947 die Nachfolge von Ellis E. Patterson antrat. Nach sechs Wiederwahlen konnte er bis zum 3. Januar 1961 sieben Legislaturperioden im Kongress absolvieren. In diese Zeit fielen unter anderem der Kalte Krieg, der Koreakrieg und innenpolitisch die Bürgerrechtsbewegung. Während dieser Zeit war er Mitglied der Ausschüsse für Auswärtiges sowie unamerikanisches Verhalten. Er war Vorsitzender des Untersuchungsausschusses zur Türkei und Griechenland. 1948 war er Kongressberater bei der Konferenz zur Gründung der Organisation Amerikanischer Staaten in Bogotá (Kolumbien). Im Jahr 1960 verzichtete Jackson auf eine weitere Kandidatur.
Ab 1960 bis 1967 arbeitete er als Radio- und Fernsehkommentator in Los Angeles, Kalifornien und im Westen der Vereinigten Staaten. Ab 1966 war er Nachrichtendirektor für den Fernsehsender KWHY-TV. Diese Tätigkeit endete als er ab November 1967 eine Tätigkeit in der Wahlkampagne von Richard Nixon antrat.
Am 20. Februar 1969 wurde Jackson von Präsident Richard Nixon als Nachfolger für den am 5. Februar 1968 verstorbenen Grant E. Syphers für eine Amtszeit bis zum 31. Dezember 1973 in die Interstate Commerce Commission nominiert. Nach der Bestätigung durch den US-Senat trat er sein Amt am 20. März 1969 an. Am 30. Juni 1972 legte er seine Tätigkeit nieder. Sein Nachfolger wurde Chester M. Wiggin Jr.
Seinen Lebensabend verbrachte er in Sosúa, Puerta Plata, Dominikanischen Republik. Er starb am 27. Mai 1981 in Bethesda und wurde auf dem Nationalfriedhof Arlington in Virginia beigesetzt.